# Anita Hegerland
Anita Hegerland   (Sandefjord, 3 de març de 1961) és una cantant noruega coneguda per la seva carrera infantil a Escandinàvia, Alemanya, Suïssa, Àustria, Països Baixos, Bèlgica i Luxemburg, i les seves posteriors contribucions vocals a l'obra de Mike Oldfield, entre d'altres.
És una de les cantants solistes més venudes a Noruega, amb més de 7 milions d'àlbums i senzills en vendes. Les seves cançons han estat publicades en gairebé 23 milions d'àlbums venuts a tot el món.
Hegerland va tenir el major èxit a Alemanya de qualsevol artista noruec mai, davant de Lene Nystrøm (Aqua), Marit Larsen, Madcon i A-ha.
Durant 26 anys, Anita va tenir el rècord a Suècia com l'intèrpret amb més estada, a la llista d'àlbums suecs Svensktoppen amb Mitt Sommarlov.

## Biografia
Hegerland va ser descoberta als vuit anys per Fredrik Friis en un espectacle de Nadal on ella actuava. La carrera musical de Hegerland va començar el 1970 amb "Mitt Sommarlov" (en català: "Les meves vacances d'estiu") als països escandinaus. Va passar 22 setmanes a la llista de singles de Noruega, amb tres setmanes al número 1, i la cançó també va ser un número 1 a Suècia. El 1971 va llançar un senzill amb l'artista alemany Roy Black; "Schön ist es auf der Welt zu sein" (És bonic estar al món) als països que parlen alemany. La cançó es va gravar amb veu alemanya i noruega. Es van vendre més de 2 milions de còpies (de les quals més d'1,3 milions provenien d'Alemanya), i van passar 30 setmanes a la llista de singles (arribant al número 3) a Noruega.
En total, va tenir quatre àlbums diferents a la llista noruega com a estrella infantil. L'últim es va estrenar el 1973 (quan tenia 12 anys). Va participar en la final noruega (per a l'entrada al Festival d'Eurovisió de 1971), però no va guanyar. Va continuar com a cantant de pop a Alemanya i Escandinàvia durant diversos anys i després va seguir una carrera com a vocalista d'adulta.
Va conèixer al músic britànic Mike Oldfield mentre actuava al seu senzill "Pictures in the Dark" el 1985, que no es va incloure en un àlbum. També va interpretar les cançons "The Time Has Come", "North Point" i "When The Night's On Fire" al disc de Oldfield de 1987 Islands, i dues de les seves cançons més reeixides: "Pictures In The Dark" i "Innocent", de el seu àlbum Earth Moving de 1989.
Hegerland va llançar un nou àlbum anomenat Starfish el 2011, un àlbum de pop/rock produït per Ronni Le Tekrø (de la banda noruega TNT). Aquest àlbum va ser número 1 durant 39 setmanes entre novembre de 2011 i novembre de 2012, a Meteli.net, un lloc de descàrrega finlandès.

## Vida personal
Té dos fills amb Oldfield, Greta i Noah. Mike i Anita es van separar el 1991 després de viure junts durant 5 anys i mig, i Anita, Greta i Noah es van mudar a Noruega. El 1994 Anita va conèixer el seu promès australià, l'enginyer de so Jock Loveband. Viuen junts a Noruega i tenen una filla, Kaja (1999).